# Mołdawia na Mistrzostwach Świata w Lekkoatletyce 2015
Mołdawia na Mistrzostwach Świata w Lekkoatletyce 2015 – reprezentacja Mołdawii podczas czempionatu w Pekinie liczyła 4 zawodników.

## Występy reprezentantów Mołdawii

### Mężczyźni

#### Konkurencje biegowe
| Konkurencja | Zawodnik      | Runda 1  | Runda 1 | Półfinał | Półfinał | Finał    | Finał   |
| Konkurencja | Zawodnik      | Rezultat | Pozycja | Rezultat | Pozycja  | Rezultat | Pozycja |
| ----------- | ------------- | -------- | ------- | -------- | -------- | -------- | ------- |
| Maraton     | Roman Prodius | —        | —       | —        | —        | 2:26:46  | 31.     |

#### Konkurencje techniczne
| Konkurencja | Zawodnik         | Eliminacje | Eliminacje | Finał    | Finał   |
| Konkurencja | Zawodnik         | Rezultat   | Pozycja    | Rezultat | Pozycja |
| ----------- | ---------------- | ---------- | ---------- | -------- | ------- |
| Rzut młotem | Serghei Marghiev | 71,61      | 23.        | NQ       | NQ      |

### Kobiety
| Konkurencja | Zawodnik         | Eliminacje | Eliminacje | Finał    | Finał   |
| Konkurencja | Zawodnik         | Rezultat   | Pozycja    | Rezultat | Pozycja |
| ----------- | ---------------- | ---------- | ---------- | -------- | ------- |
| Rzut młotem | Zalina Marghieva | 72,29      | 5. q       | 72,38    | 8.      |
| Rzut młotem | Marina Marghieva | 66,63      | 25.        | NQ       | NQ      |